# Cathédrale Notre-Dame-de-l'Assomption de Pise
Cette  cathédrale n’est pas la seule cathédrale Notre-Dame-de-l'Assomption.
 (mai 2024).
Si vous disposez d'ouvrages ou d'articles de référence ou si vous connaissez des sites web de qualité traitant du thème abordé ici, merci de compléter l'article en donnant les références utiles à sa vérifiabilité et en les liant à la section « Notes et références ».
La cathédrale Notre-Dame-de-l’Assomption de Pise (en italien : cattedrale di Santa Maria Assunta) se trouve sur la Piazza dei Miracoli (ou Piazza del Duomo), à Pise en Italie, où elle est le centre d’un ensemble monumental classé au patrimoine mondial par l’Unesco.

## Histoire
l'édifice de style roman fut construit à partir de 1063 ou 1064 sous la direction de l’architecte Buscheto, avec le dixième du butin ramené de Palerme par les Pisans lors de leurs expéditions contre les musulmans. Les travaux furent poursuivis par Rainaldo (it), et le monument fut consacré en 1118 par le pape Gélase II. La cathédrale est le siège de l'archidiocèse de Pise.

## Architecture

### Extérieur

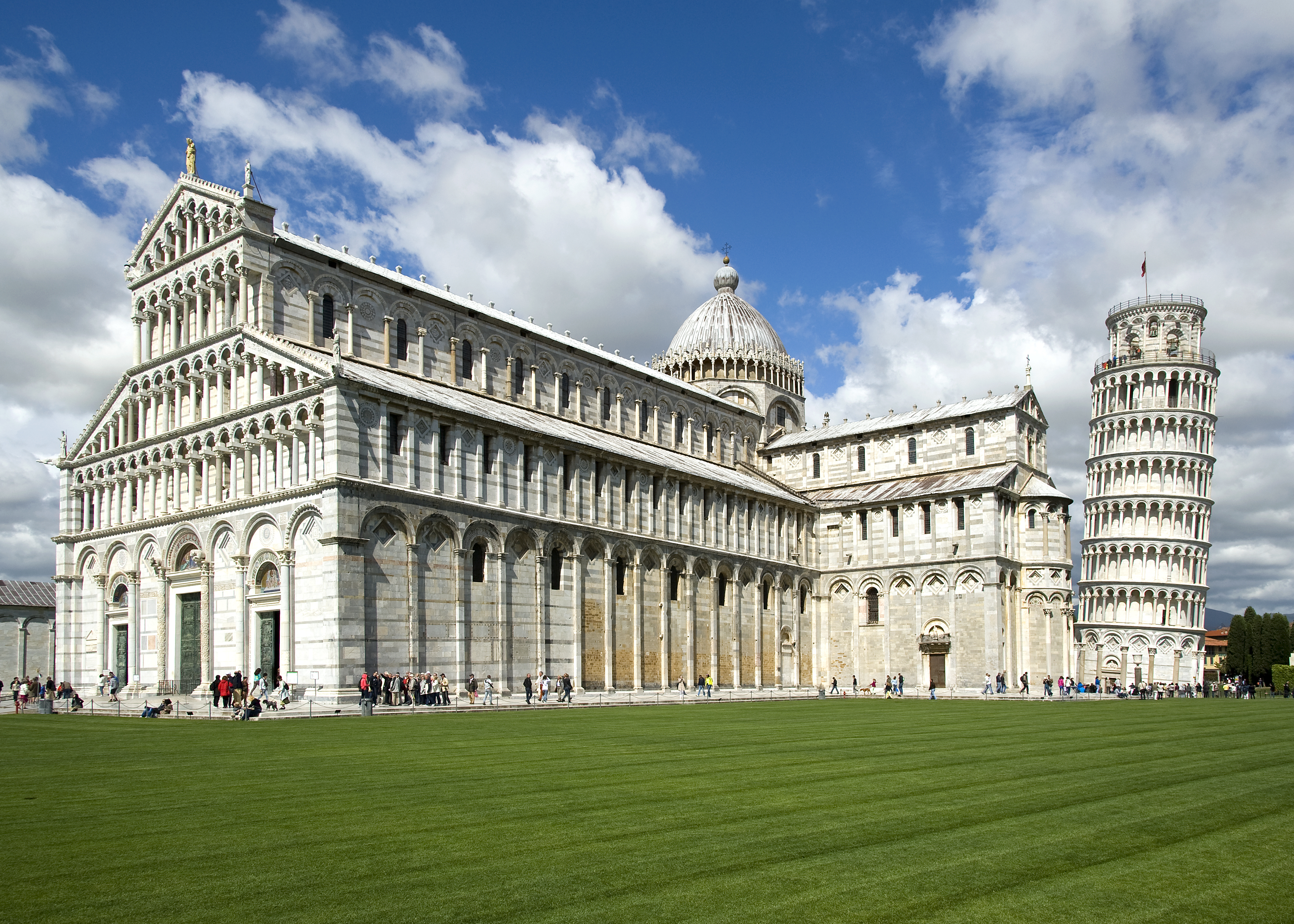
Le Duomo et le campanile, la tour penchée.

L’édifice relève principalement de l’architecture romane italienne avec des influences byzantines, il est construit avec un appareillage alterné de marbre clair et sombre. Son plan d’ensemble est celui d’une croix latine. Le dôme situé à la croisée du transept s’inspire de ceux de la basilique Saint-Marc de Venise.
La façade due à Rainaldo — comme l’indique l’inscription Rainaldus prudens operator au-dessus de la porte centrale — est une superposition de quatre galeries à colonnettes.
Des portes de bronze, fondues en 1602 d’après les dessins de Jean de Bologne, remplacent celles existant à l’origine et détruites dans un incendie en 1595. Les fidèles empruntent la Porta di San Ranieri, construite vers 1180 par Bonanno Pisano.
Au-dessus des portes, on retrouve quatre galeries superposées. Le sommet est couronné d’une statue de la Vierge à l’Enfant tandis que des figures des évangélistes reposent sur les coins.

### Intérieur

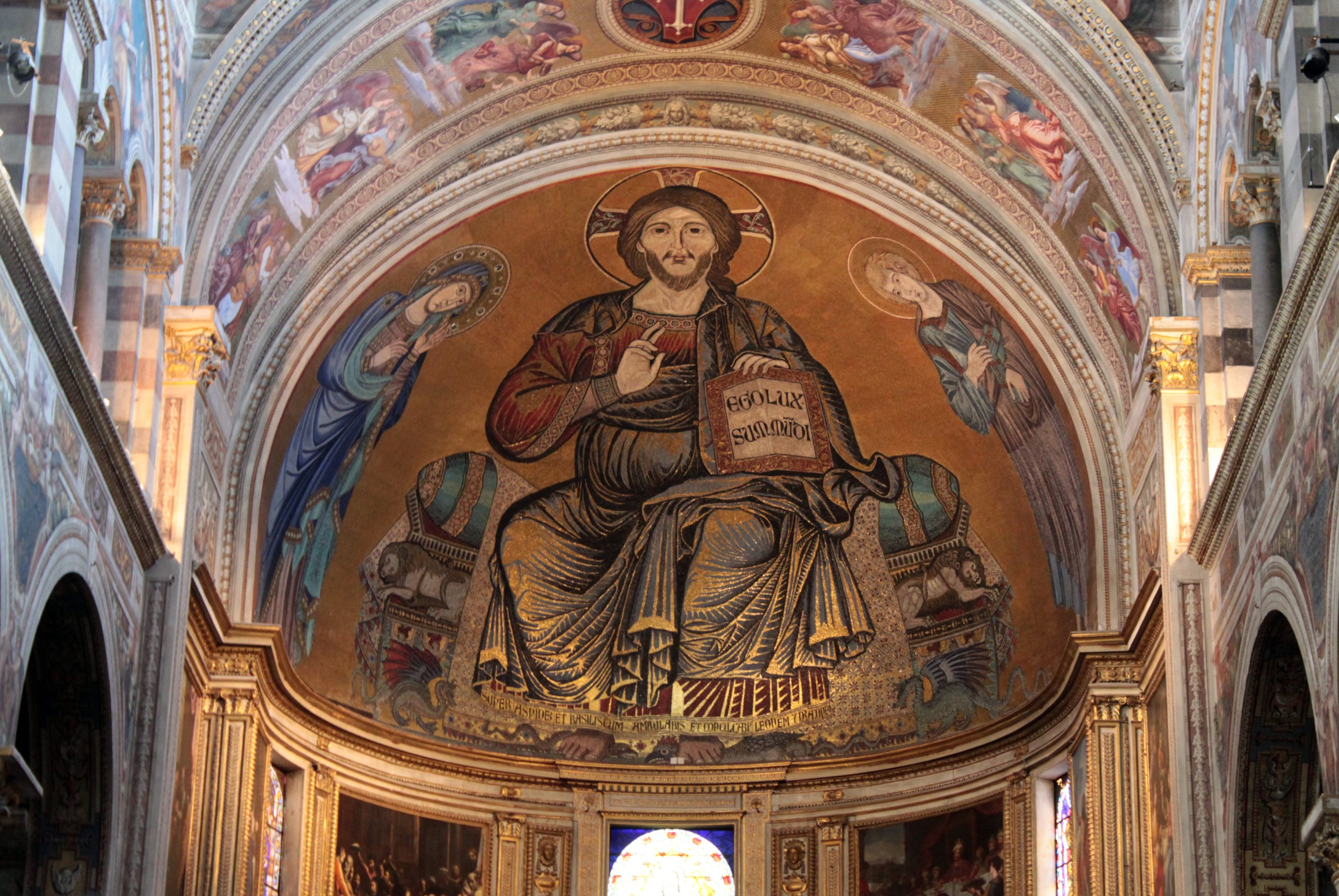
Mosaïque de l’abside.

L’intérieur est constitué de cinq nefs d’une longueur de 100 mètres, agrémenté d’un plafond à caissons datant du XVIIe siècle, recouvert de dorure et illustré des armoiries des Médicis. Les colonnes corinthiennes en granit situées entre la nef et l’abside proviennent de l’ancienne mosquée de Palerme, ramenées comme butin lors de l’expédition de 1063. Les murs sont recouverts de marbre noir et blanc. Les fresques originales de la Renaissance ont été remplacées après leur destruction dans l’incendie de 1595.
La grande mosaïque de l’abside représentant Le Christ en majesté, entouré par la Vierge et de saint Jean l’évangéliste a été achevée par Cimabue en 1302, et a miraculeusement survécu à l’incendie de 1595. Le Saint Jean l’évangéliste est la dernière œuvre de l’artiste avant sa mort et l’une des rares possédant un document certifié.
La chaire sculptée par Giovanni Pisano entre 1302 et 1311 repose sur six colonnes de porphyre et cinq piliers, représentant des figures allégoriques et religieuses. Œuvre majeure de la sculpture médiévale, elle a été épargnée par l’incendie et entreposée durant les travaux de restauration. Ce n’est qu’en 1926 qu’elle fut redécouverte et remise en place.
La cathédrale abrite les tombes de Rainier de Pise et de Henri VII du Saint-Empire, sculptées par Tino di Camaino en 1315. On retrouve également des reliques ramenées des croisades, celles de Gamaliel l’Ancien, de Joseph Abibos et de Nicodème.

## Anecdote
Galilée aurait élaboré sa théorie du mouvement en observant une lampe suspendue dans la cathédrale.

## Galerie

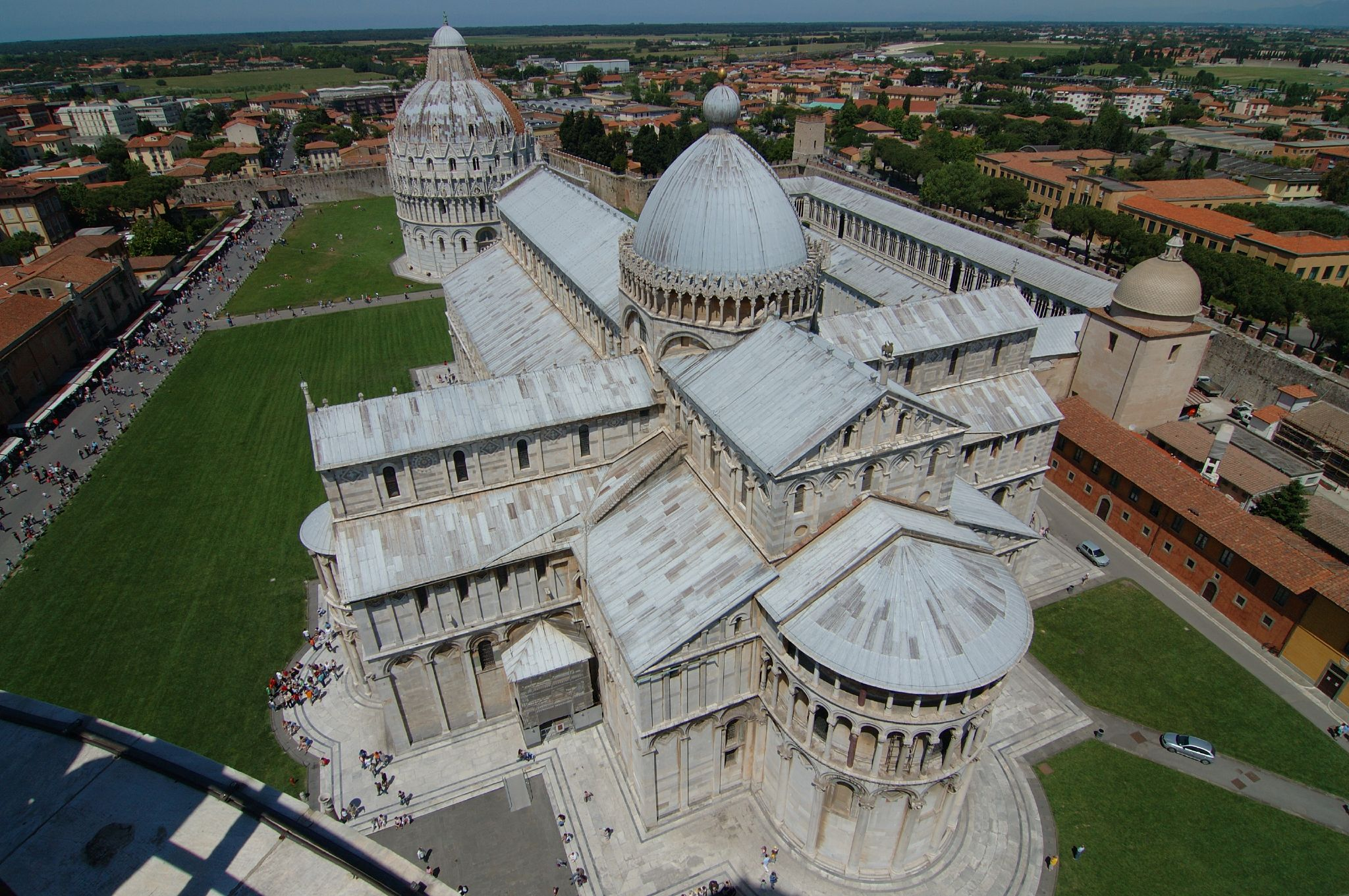
Vue supérieure du haut de la tour penchée.
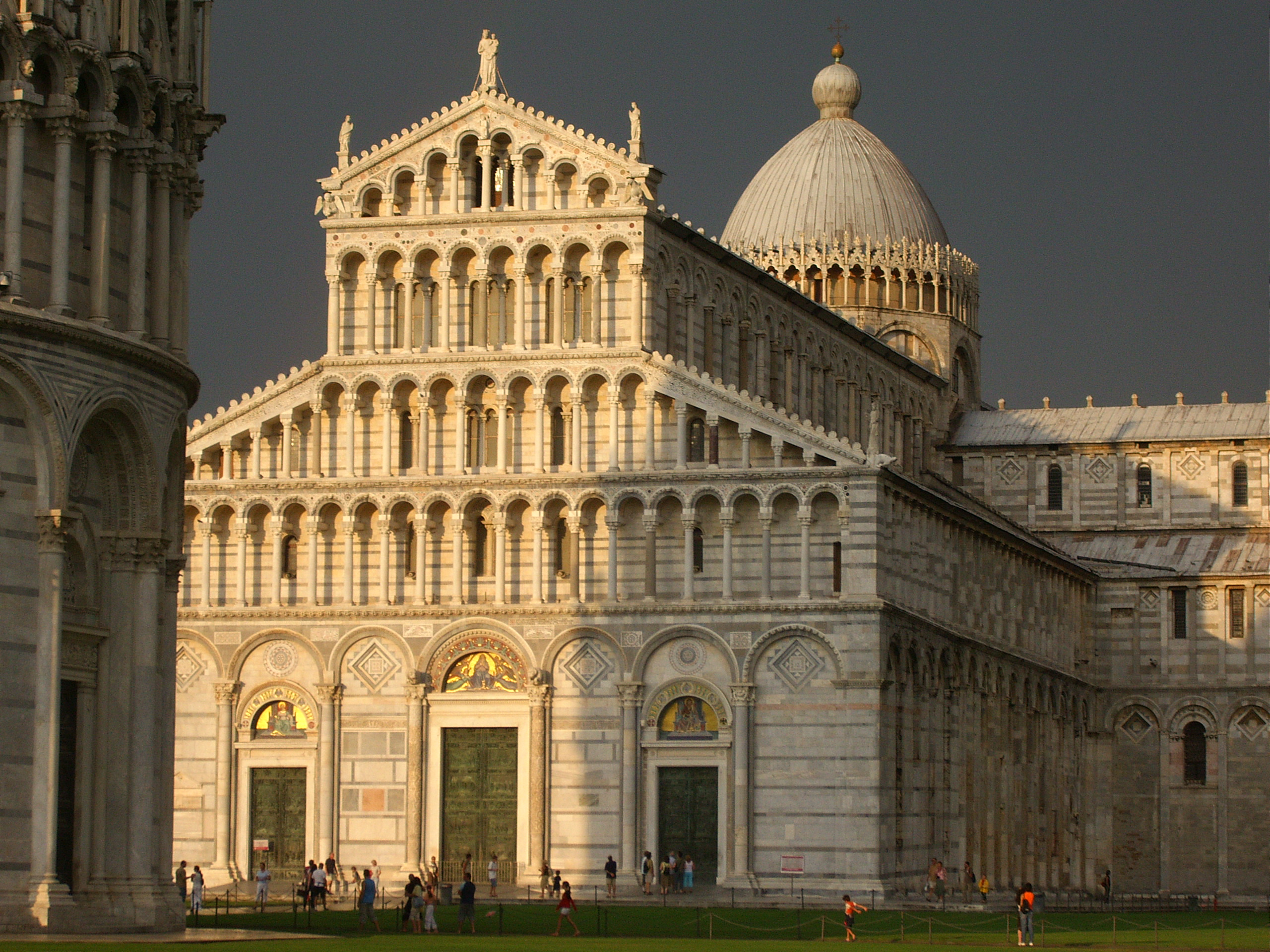
Vue au coucher du soleil.
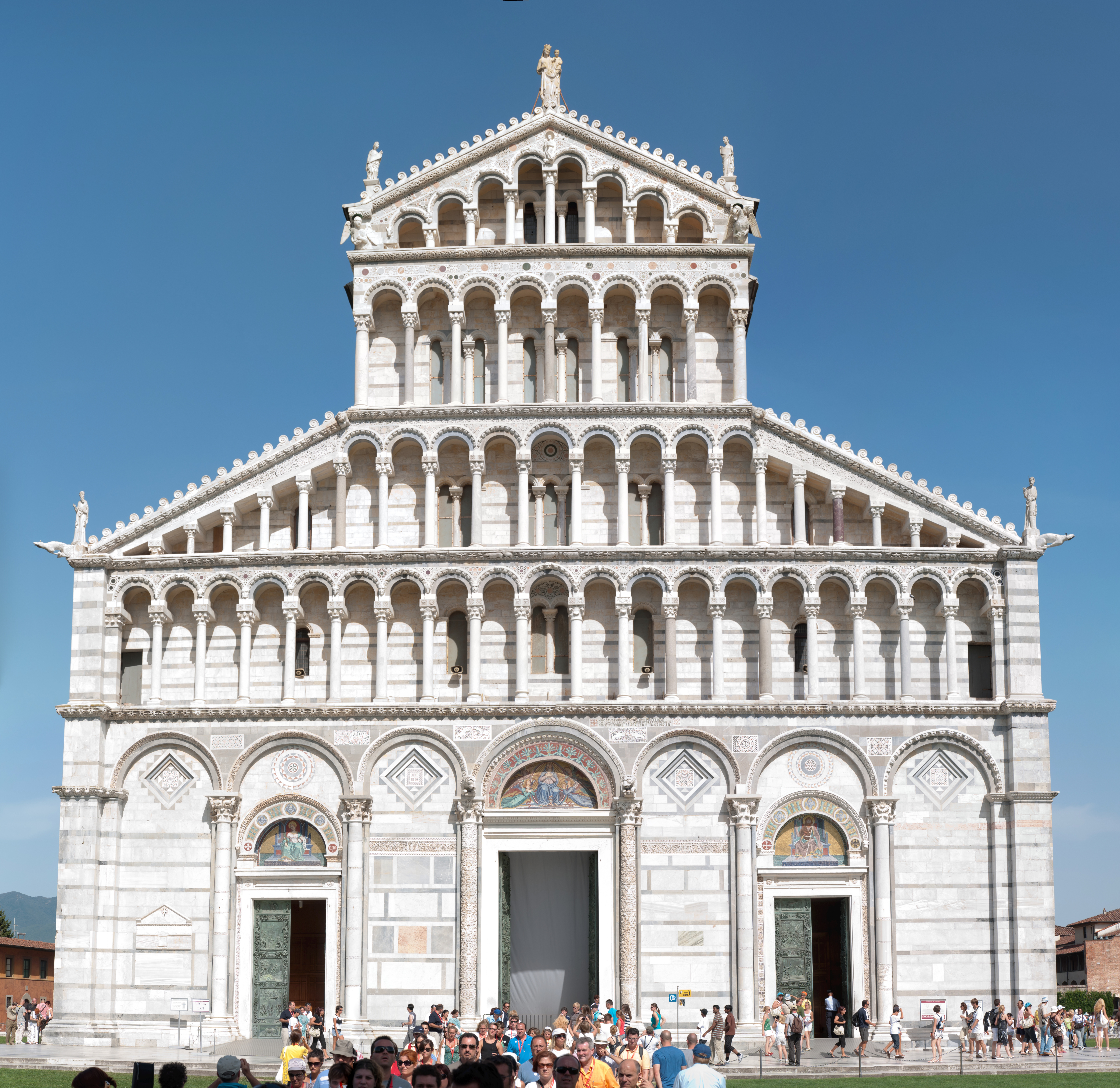
La façade, tout en marbre finement marqueté. (Agrandir l'image pour voir les détails)
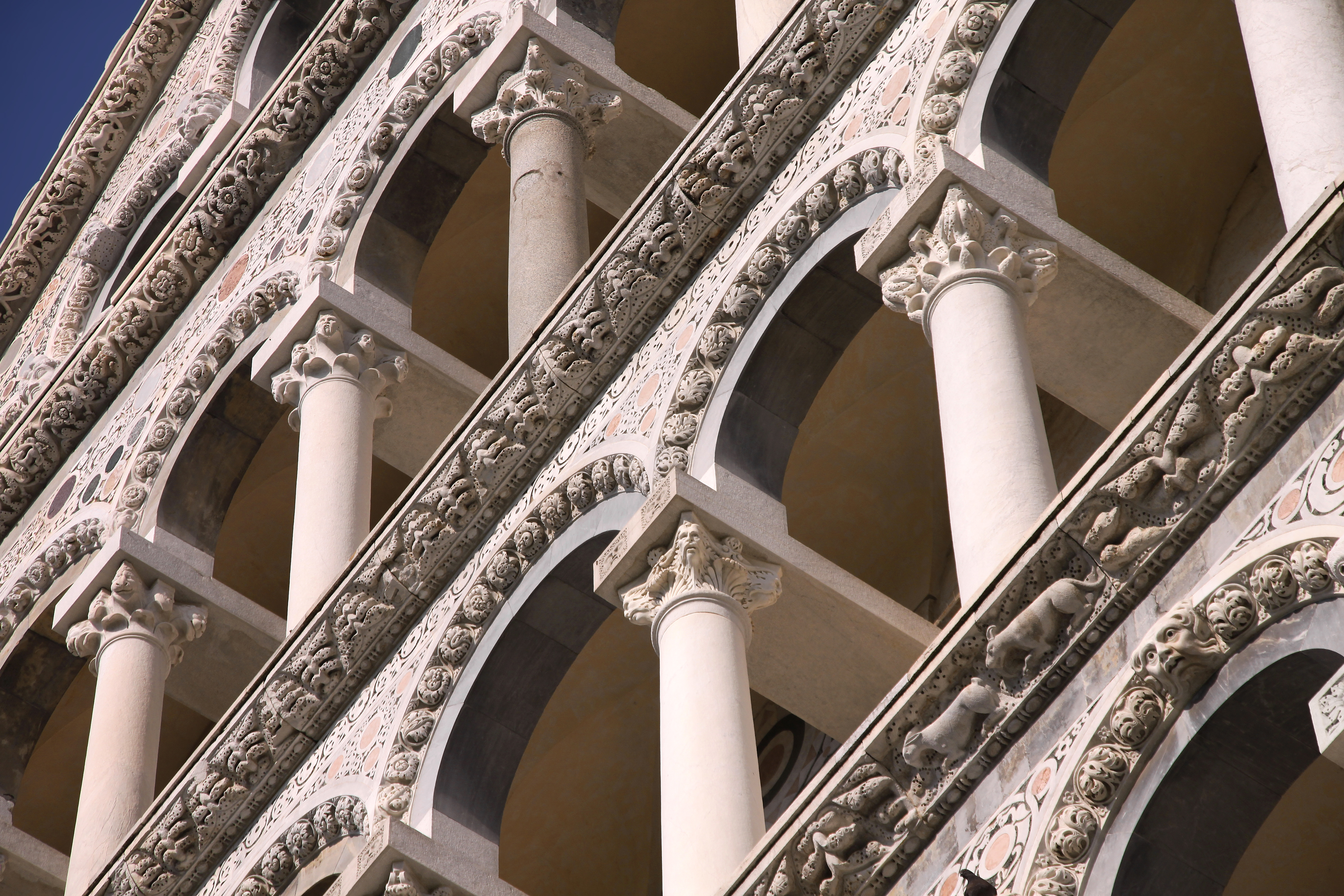
Détail des galeries de la façade.
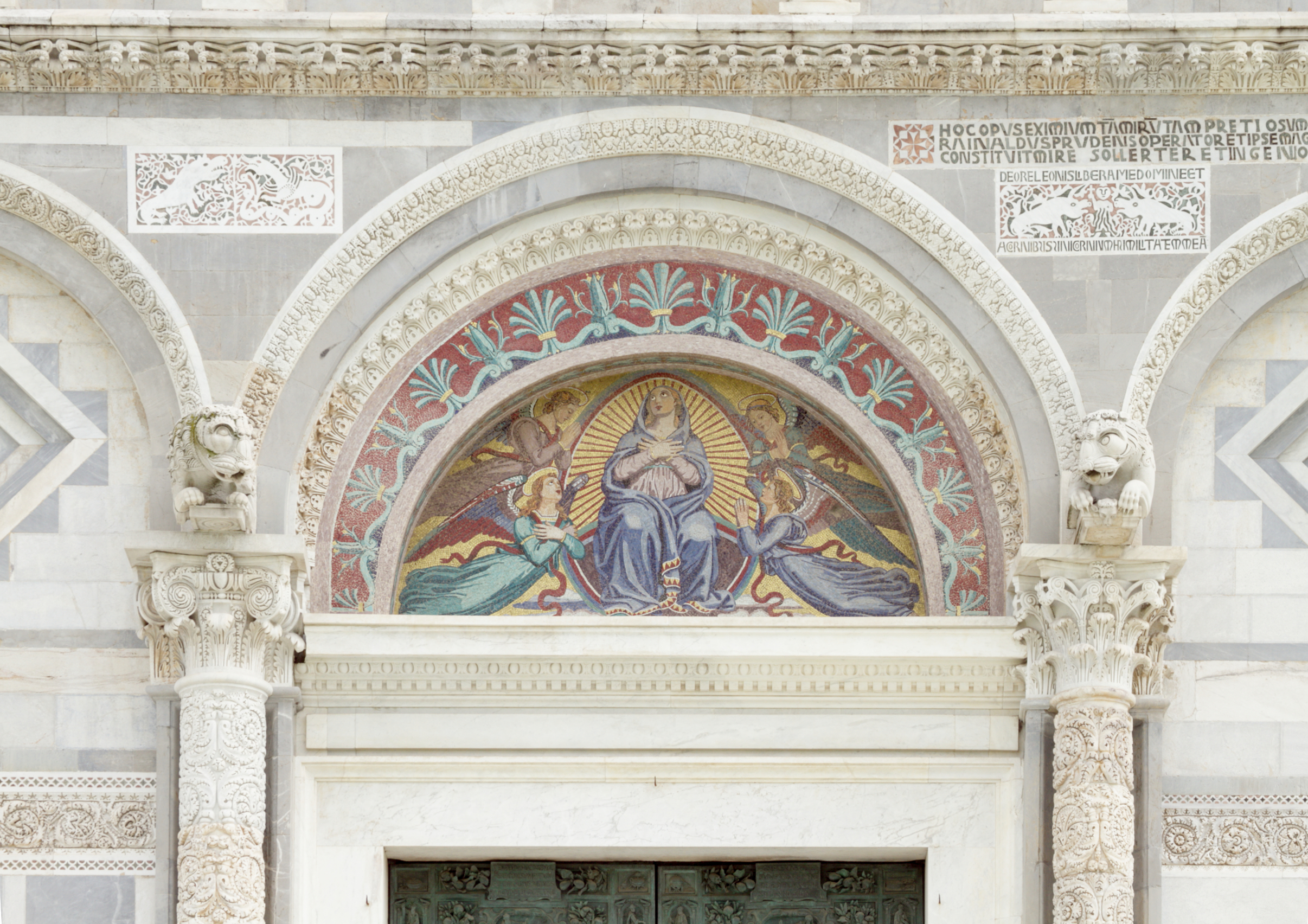
Lunette au-dessus de la porte centrale représentant Marie, par Giuseppe Modena da Lucca.
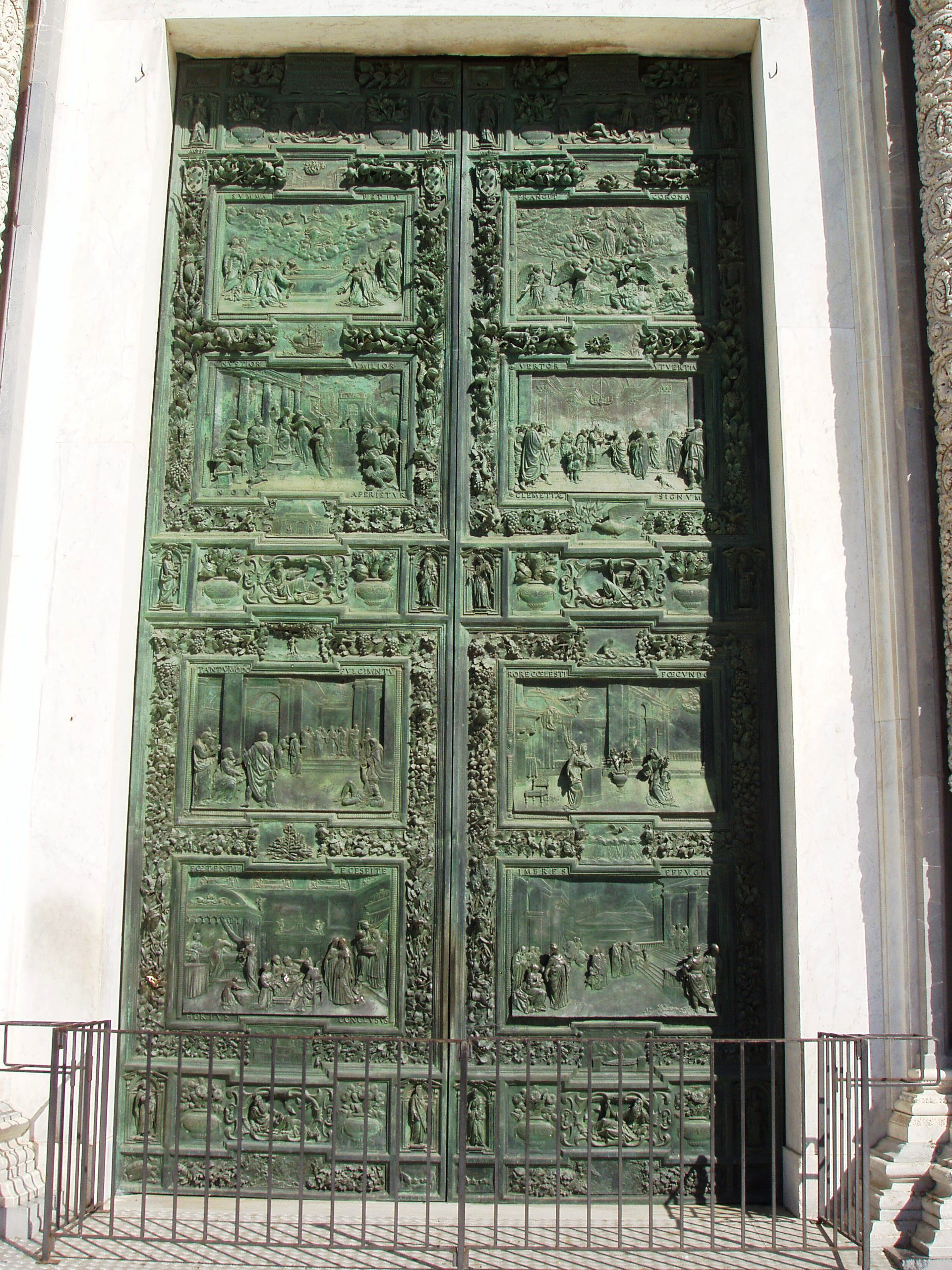
Porte centrale.
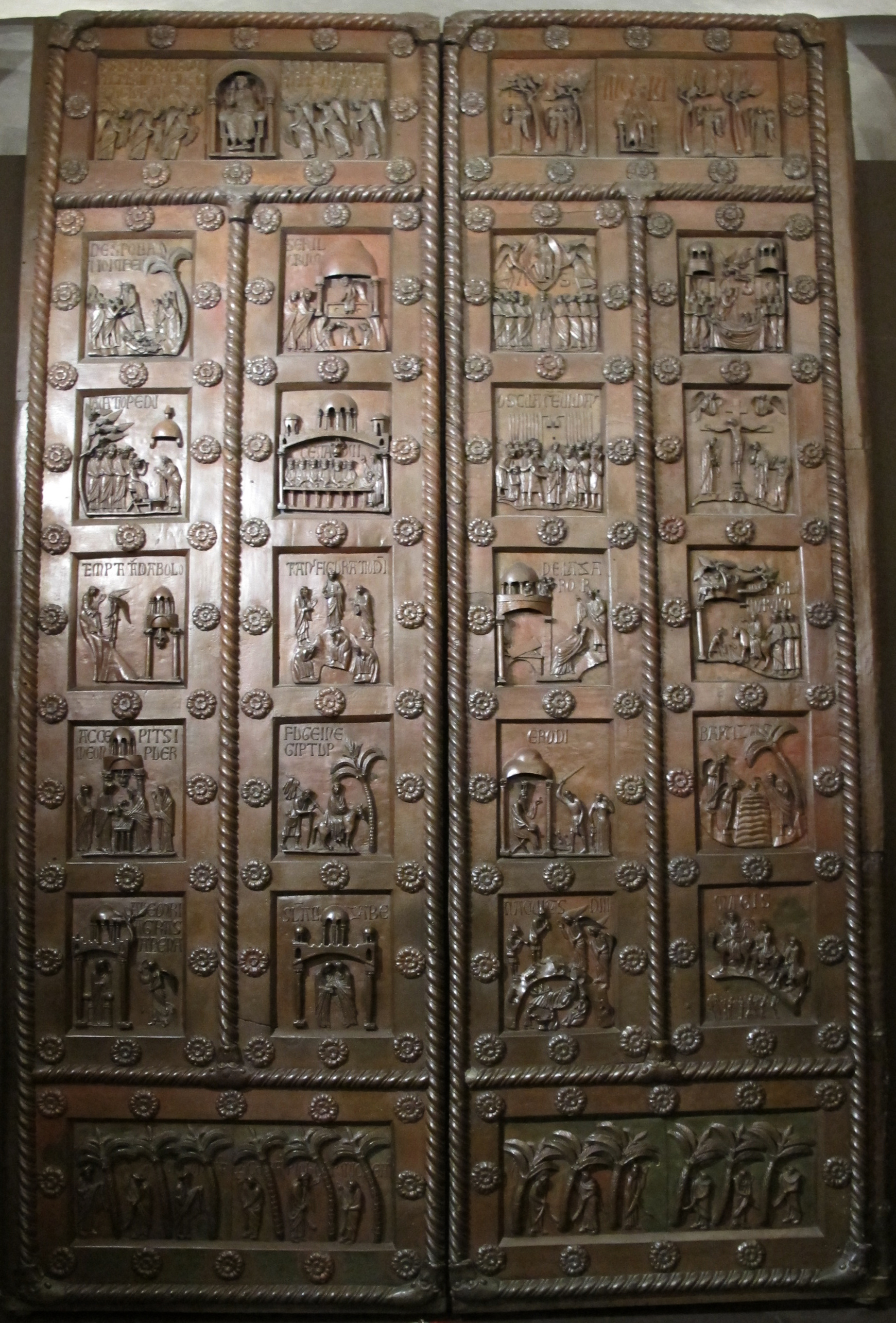
La Porta di San Ranieri.
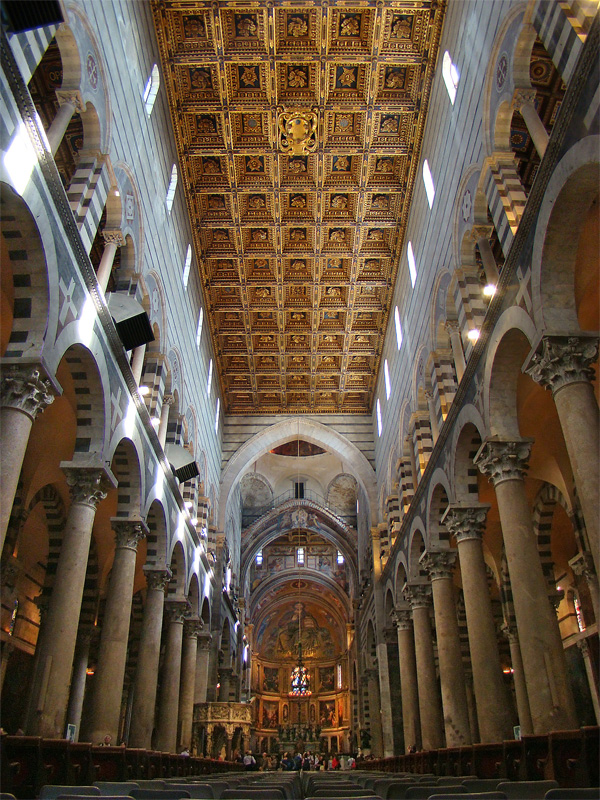
Nef centrale et le plafond à caissons.
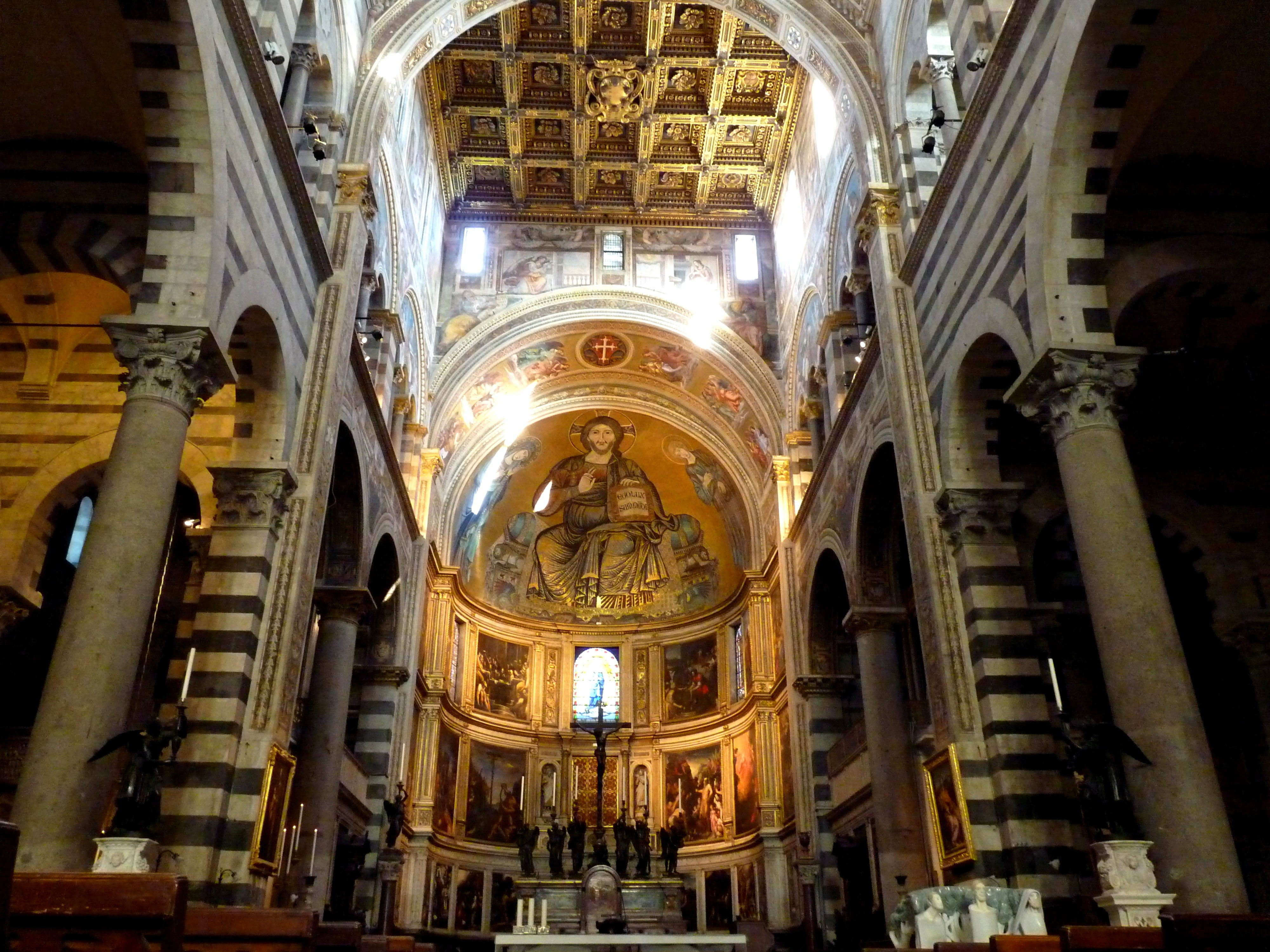
Chœur.
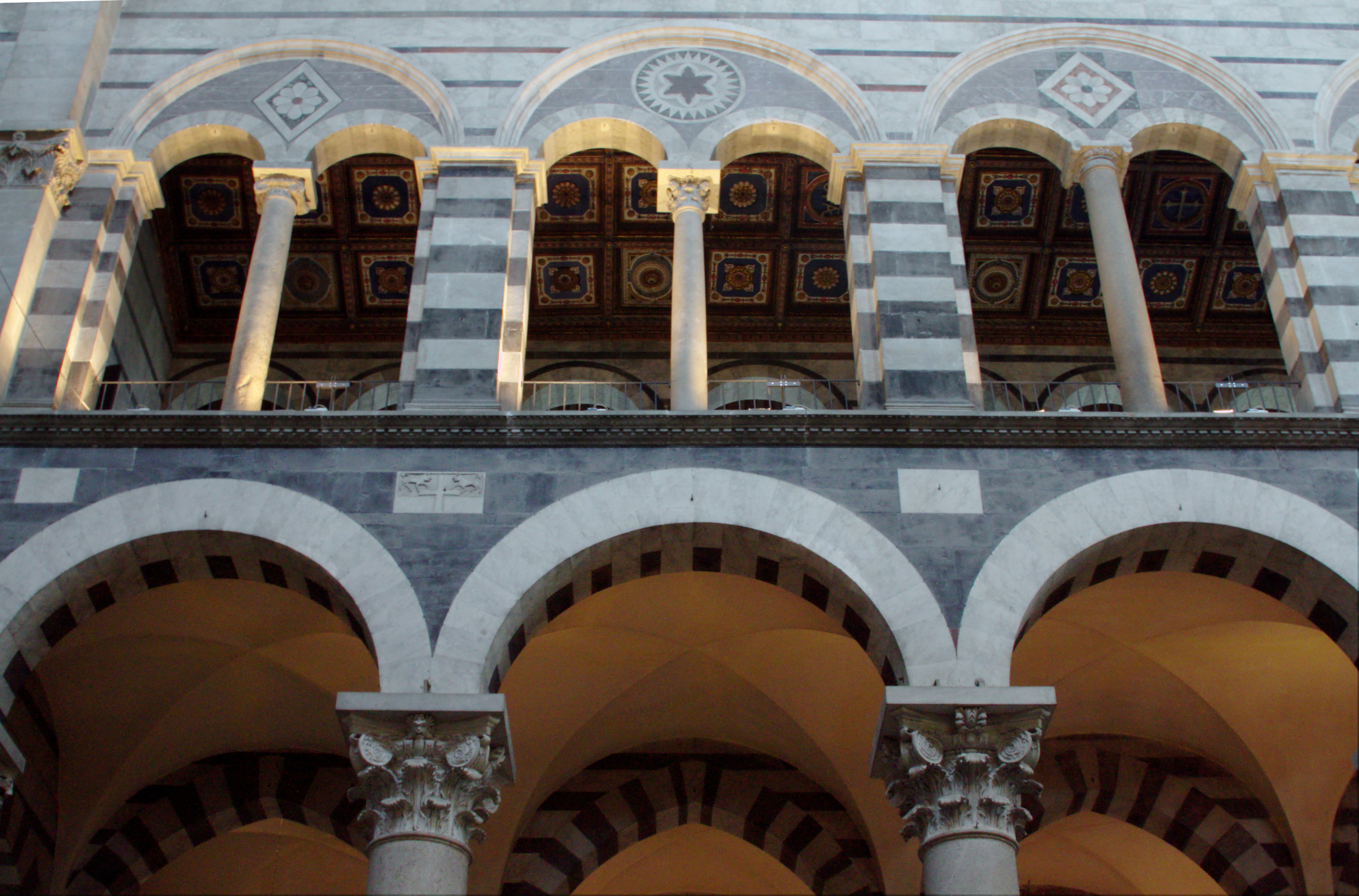
Galerie avec le marbre noir et blanc.
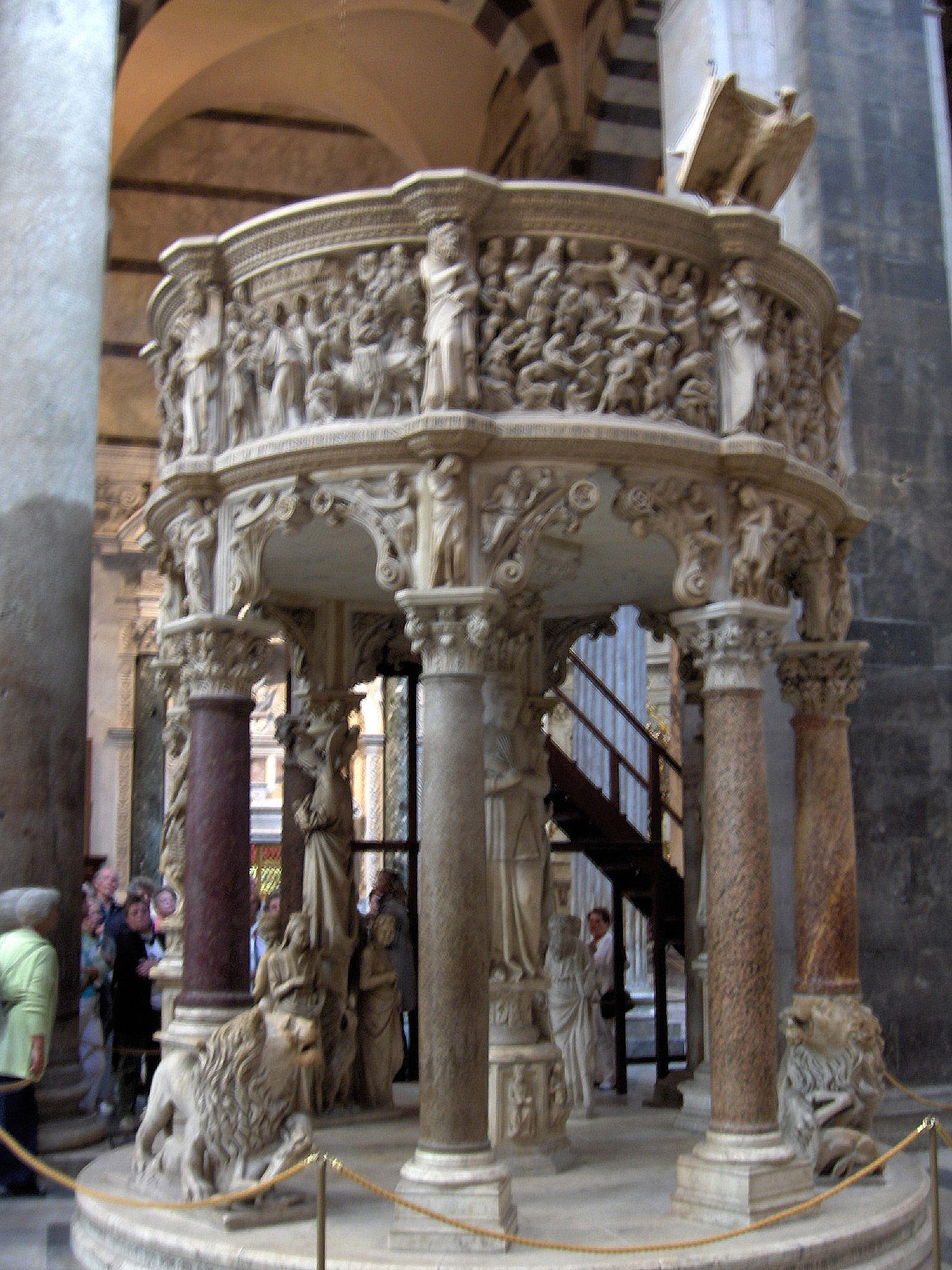
La chaire de Pisano.
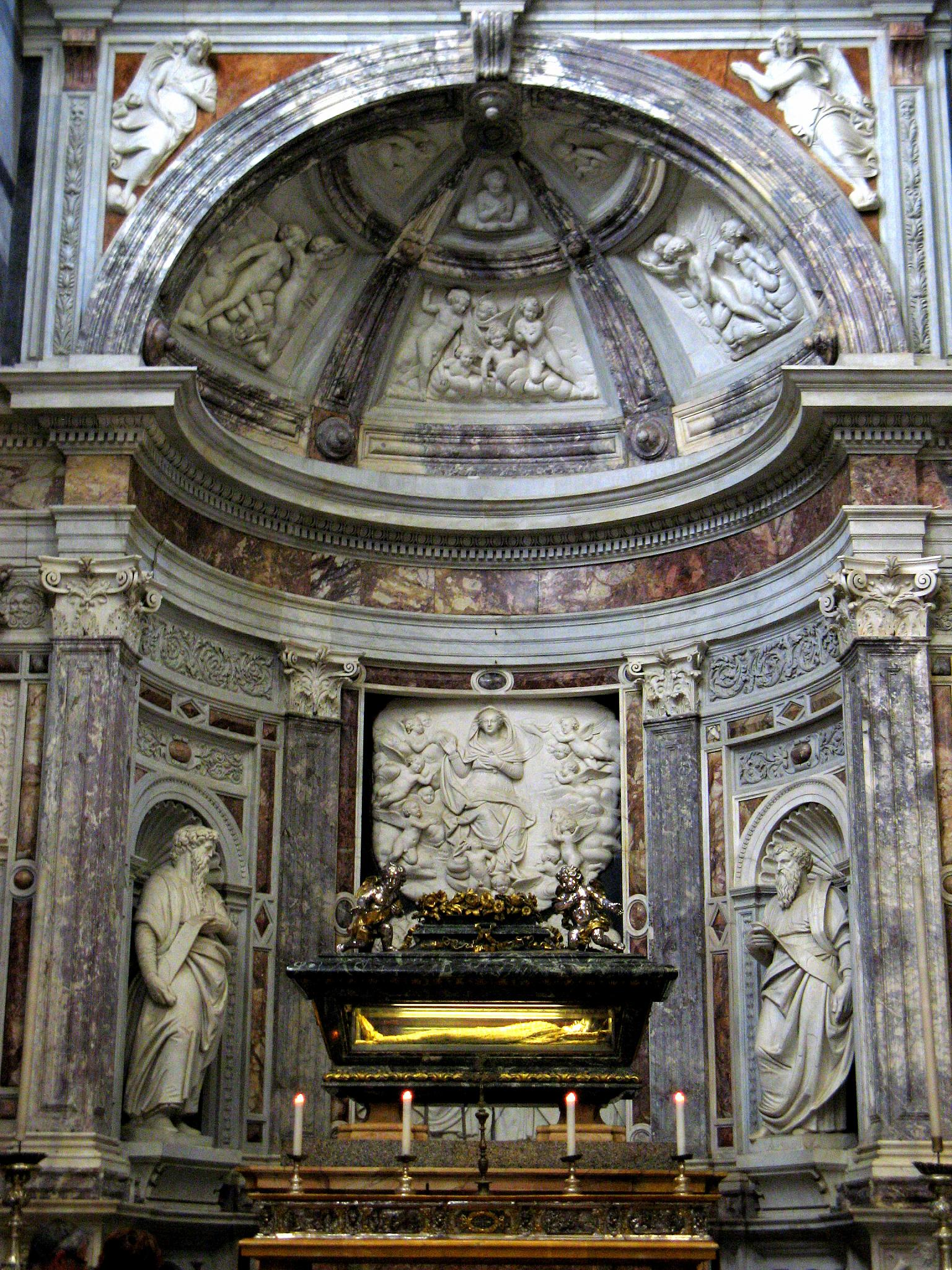
Tombe de Rainier de Pise.
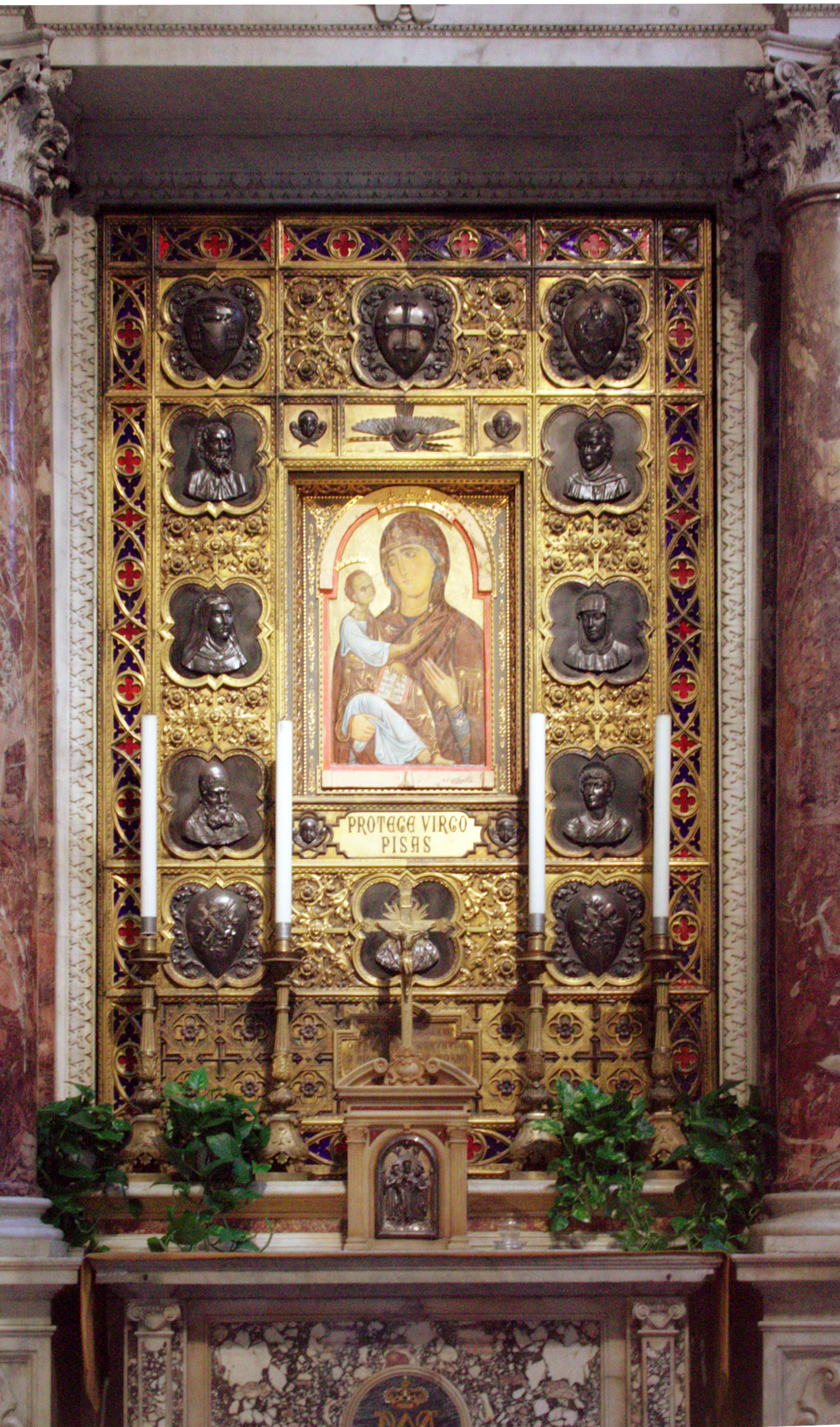
Vierge à l’Enfant.
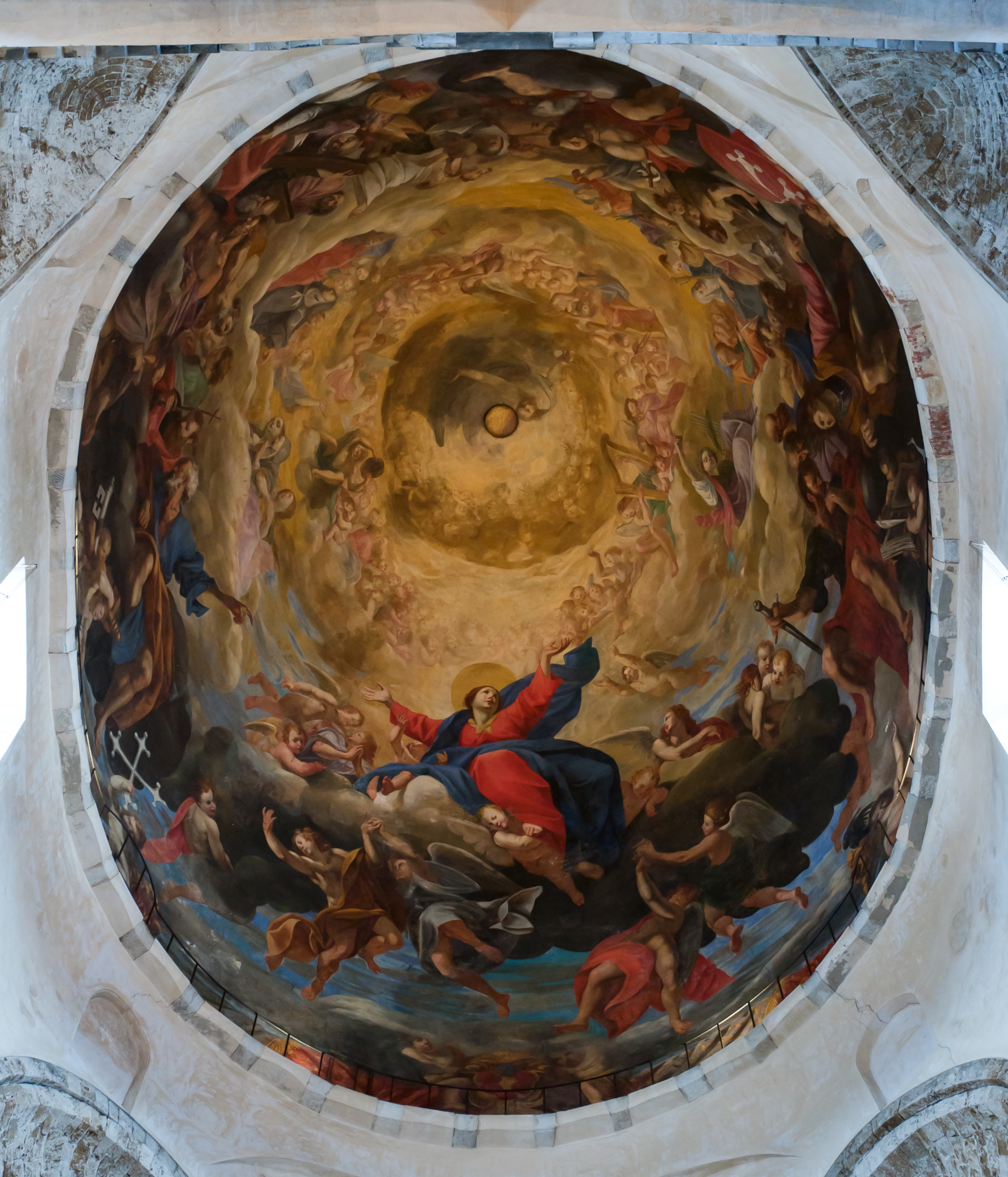
Fresque du dôme.
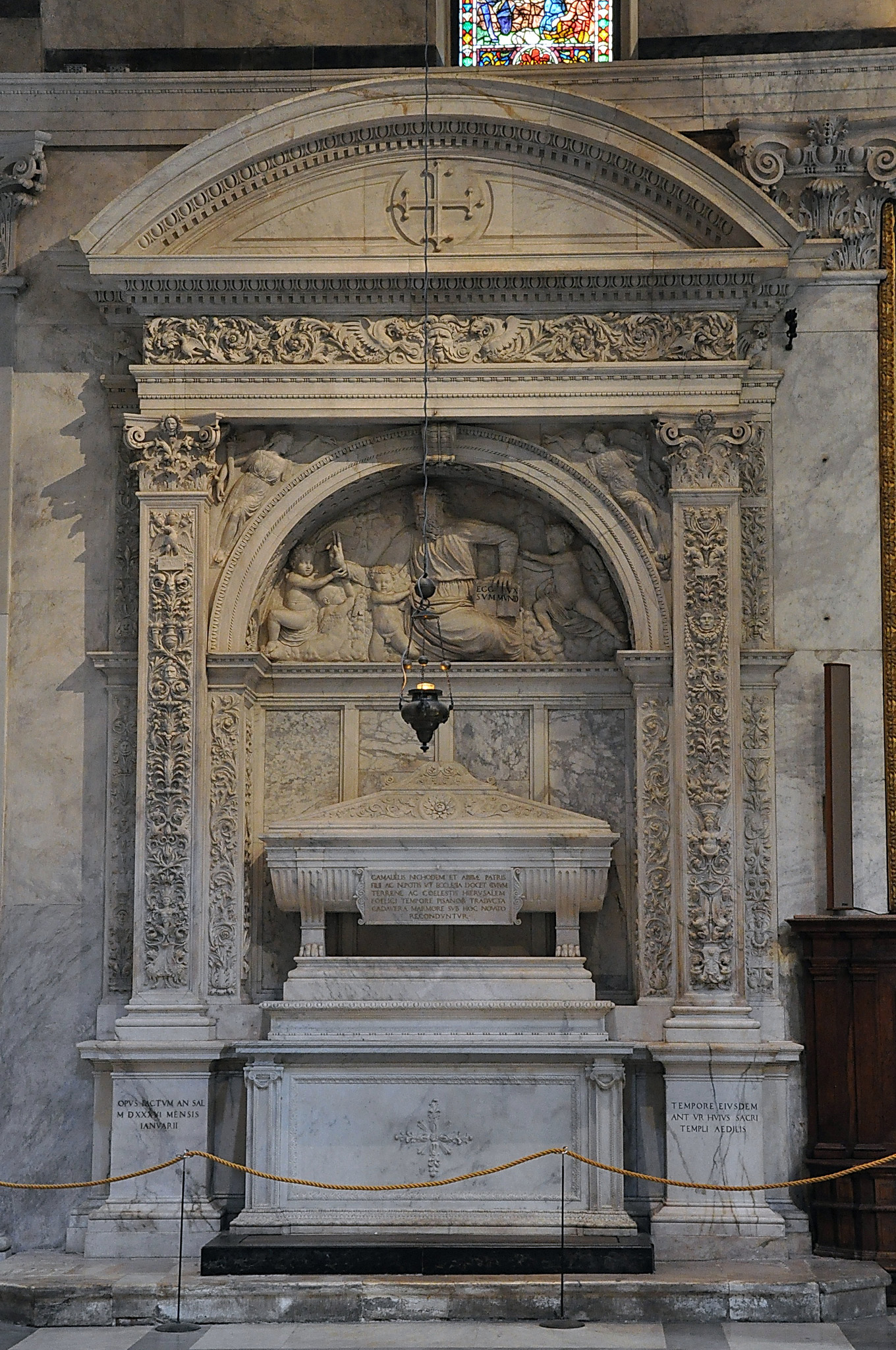
Reliques des trois saints.